# Leslie Van Houten
Leslie Louise Van Houten (* 23. srpna 1949) je americká vražedkyně, členka „rodiny“ zločince Charlese Mansona. Vyrůstala v rodině střední třídy po boku staršího bratra a dvou adoptovaných sourozenců, bratra a sestry. Její rodiče se rozvedli, když jí bylo čtrnáct let. Následně začala brát různé drogy a v patnácti utekla z domova, ale později se vrátila a dokončila střední školu.
Za účast na vraždě Lena a Rosemary LaBiancových byla odsouzena k trestu smrti, který byl po zrušení trestu smrti v Kalifornii změněn na doživotí. V době vraždy jí bylo devatenáct let.
Později několikrát žádala o propuštění, ale její žádosti byly zamítány. Podmínečného propuštění na svobodu se dočkala až po 53 letech strávených ve vězení, 11. července 2023.